# Idaea atlantica
Idaea atlantica är en fjärilsart som beskrevs av Henry Tibbats Stainton 1859. Idaea atlantica ingår i släktet Idaea och familjen mätare. Inga underarter finns listade i Catalogue of Life.